# 伽利略理论物理研究所
伽利略理论物理研究所（Galileo Galilei Institute for Theoretical Physics，简称GGI）位于意大利佛罗伦萨附近，是专注于理论物理学研究的国际机构，由意大利国家核物理研究所和佛罗伦萨大学于2005年共同创立，是欧洲第一个专注于基本相互作用理论物理学的长期开研讨会的机构。

## 地理位置
研究所位于历史悠久的阿尔切特里山丘上，邻近伽利略晚年居住并逝世的地方，建筑由佛罗伦萨大学所有。

## 研讨会、教育与培训
伽利略理论物理研究所每年组织三次长达2至3个月的研讨会，聚焦当前研究的前沿主题，吸引全球约10到30名活跃的学者参与。这些研讨会旨在促进思想交流和合作，力求在相关领域产生重要影响。研究所也举办会议、培训以及“聚焦周”活动，支持理论物理学的多方面发展。自2006年以来，伽利略理论物理研究所每年还举办博士生学校，主题涵盖弦理论、基本相互作用理论、统计场论、核与强子物理等领域。2019年，增加了关于宇宙粒子物理、宇宙学和引力的理论课程。这些课程已成为意大利博士培训计划的正式组成部分。

## 博士后计划
自2021年起，伽利略理论物理研究所启动了“GGI Boost Fellow”计划，每年为三至五名优秀博士后提供资助，专注于基本相互作用理论研究。参与者将在所长和外部导师的指导下进行科学研究。

## 国际合作与奖项
伽利略理论物理研究所在2018年成为“意大利国家核物理研究所的国家高级研究中心”，继续作为国际科学界的重要参考点。研究所的活动得到了意大利国家核物理研究所理论物理科学委员会的全力支持，同时也获得了西蒙斯基金会的资助。
2019年，伽利略理论物理研究所设立了“伽利略伽利雷奖章”，每两年颁发一次，表彰在过去25年中在理论物理学领域取得杰出成果的科学家。研究所积极倡导多样性，反对任何形式的歧视和骚扰，致力于提供一个舒适且专业的工作环境。